# Franco La Porta
Francisco “Franco” Antonio La Porta (Moreno, Provincia de Buenos Aires, Argentina, 22 de marzo de 1968) es un ingeniero, contador público, abogado, dirigente político y exdiputado provincial de la Provincia  de Buenos Aires. Franco La Porta se desempeñó en los cargos de secretario de Servicios Públicos y presidente del Instituto de Previsión Social de la Provincia de Buenos Aires. Además, fue interventor en el Instituto de Loterías y Casinos de la misma provincia. fue concejal del partido de San Miguel y candidato a intendente por la lista del Frente de Todos para las Elecciones Generales de 2019 en San Miguel.

## Biografía
Franco La Porta nació el 22 de marzo de 1968 en Moreno, Provincia de Buenos Aires, en el seno de una familia de origen italiano. Tras haber cumplido el Servicio Militar Obligatorio, estudió y se graduó en Ingeniería en la Universidad Tecnológica, más tarde se graduó en las carreras de ciencias económicas como Contador Público y en ciencias sociales como Abogado en la Universidad Argentina de la Empresa (UADE).

## Trayectoria política
Entre los años 2000 y 2001, Franco La Porta inició su trayectoria política como asesor en el Senado de la Provincia de Buenos Aires. Más tarde, durante los años de 2002 y 2003, se desempeñó como secretario General de la  gobernación de la Provincia de Buenos Aires. En el año 2004, fue vicepresidente del Instituto de Previsión Social y en 2005 fue designado interventor del Instituto de Loterías y Casinos, cargo que ocupó hasta el año 2007.
Fue electo diputado de la Provincia de Buenos Aires por la Primera Sección Electoral en 2007 y cumplió su mandato en 2011. Fue reconocido como segundo mejor legislador en 2010 y mejor legislador en 2011. En ese periodo presidió la Comisión de Presupuesto e Impuestos y fue vicepresidente de la Comisión de Ecología y Medio Ambiente.
En 2013 el Gobernador de Buenos Aires Daniel Scioli lo nombró al frente de la Secretaría de Servicios Públicos de la provincia.
En 2017 fue elegido Concejal de San Miguel y presidió el bloque de Unidad Ciudadana.

## Actualidad
Actualmente, Franco La Porta encabeza la lista del Frente de Todos como candidato a intendente del San Miguel para las Elecciones Generales de Argentina de 2019. Actualmente, Franco La Porta se desempeña como Jefe de Gabinete del Ministerio de Infraestructura y Servicios Públicos de la Gobernación de la Provincia de Buenos Aires. 2021-2022.
2023 Hoy es Secretario de Obras Públicas, con rango de viceministro en el Ministerio de Obras Públicas de la Pcia. de Buenos Aires desde 2021